# Есаулово (Московская область)
Есаулово — деревня в Талдомском районе Московской области России, входит в состав сельского поселения Ермолинское. Население — 19 чел. (2010).

## География
Деревня расположена на севере Московской области, в восточной части Талдомского района, на территории участка «Апсаревское урочище» государственного природного заказника «Журавлиная родина», примерно в 13 км к востоку от центра города Талдома, с которым связана прямым автобусным сообщением (маршруты № 28 и № 34), на автодороге, соединяющей районный центр с трассой Р104. Ближайшие населённые пункты — деревни Дмитровка, Ельцыново, Калинкино и Костенёво.

## Население
| 1859 | 1905 | 1926 | 2002 | 2006 | 2010 |
| ---- | ---- | ---- | ---- | ---- | ---- |
| 131  | ↘117 | ↗138 | ↘8   | ↗13  | ↗19  |

## История
В «Списке населённых мест» 1862 года — владельческая деревня 2-го стана Александровского уезда Владимирской губернии по правую сторону реки Дубны, к северу от Нушпольского болота, в 93 верстах от уездного города и 43 верстах от становой квартиры, при прудах и колодцах, с 19 дворами и 131 жителем (63 мужчины, 68 женщин).
По данным 1905 года входила в состав Нушпольской волости Александровского уезда, 19 дворов, 117 жителей.
По материалам Всесоюзной переписи населения 1926 года — деревня Куниловского сельского совета Ленинской волости Ленинского уезда Московской губернии, в 10,7 км от Кашинского шоссе и 10,7 км от станции Талдом Савёловской железной дороги, проживало 138 жителей (70 мужчин, 68 женщин), насчитывалось 25 хозяйств, среди которых 21 крестьянское.
С 1929 года — населённый пункт в составе Ленинского района Кимрского округа Московской области.
Постановлением ЦИК и СНК от 23 июля 1930 года округа как административно-территориальные единицы были ликвидированы. Постановлением Президиума ВЦИК от 27 декабря 1930 года городу Ленинску было возвращено историческое наименование Талдом, а район был переименован в Талдомский.
1930—1959 гг. — деревня Куниловского сельсовета Талдомского района.
1959—1963, 1965—1992 гг. — деревня Припущаевского сельсовета Талдомского района.
1963—1965 гг. — деревня Припущаевского сельсовета Дмитровского укрупнённого сельского района.
1992—1994 гг. — деревня Юркинского сельсовета Талдомского района.
1994—2006 гг. — деревня Юркинского сельского округа Талдомского района.
С 2006 г. — деревня сельского поселения Ермолинское Талдомского муниципального района Московской области.